# Minstrel (chór)
Minstrel – chór mieszany działający przy najstarszej polskiej szkole – Liceum Ogólnokształcącym im. Marszałka Stanisława Małachowskiego w Płocku.
Zespół powstał w 1992. Założył go i od początku prowadzi nauczyciel Małachowianki Sławomir Gałczyński. Skupia on uczniów i absolwentów liceum. W historii zespołu współpracowali z nim najpierw Bogdan Marciniak, a następnie Adam Matyszewski. Obecnie chór współprowadzi Eliza Łochowska, wiele lat akompaniował mu Jarosław Domagała, którego zastąpił teraz Dariusz Petera
Do osiągnięć chóru należy m.in. wykonanie Mszy Koronacyjnej Mozarta z czołowymi polskimi solistami i Płocką Orkiestrą Symfoniczną (w 2001), koncert zawierający partie z oper, operetek i musicali w 2005, koncert muzyki gospel z muzykami z Akademii Muzycznej w Katowicach w 2006, oraz koncert muzyki sakralnej w katedrze płockiej 30 września 2007. 25 września 2003 chór śpiewał na uroczystości wręczenia stypendiów Prezesa Rady Ministrów w Kancelarii Prezesa Rady Ministrów w Warszawie, zespół występował też na Zamku Królewskim w Warszawie.
Minstrel występował m.in. z takimi artystami jak Wiesław Ochman, Iwona Hossa-Derewecka, Anna Lubańska, Wojciech Maciejowski, Czesław Gałka, Tadeusz Szlenkier, Kazimierz Kowalski, Halina Frąckowiak, Hanna Śleszyńska, Krzysztof Marciniak, czy Hanna Banaszak. Wielokrotnie występował z Płocką Orkiestrą Symfoniczną. W czasie siedemnastoletniej działalności chór dał około 320 koncertów w kraju i za granicą, śpiewał w Czechach, Włoszech, Hiszpanii, Grecji, Serbii, Niemczech, Ukrainie, Izraelu i Szwecji, zdobywając liczne nagrody i wyróżnienia.